# Kamenná (Krásná)

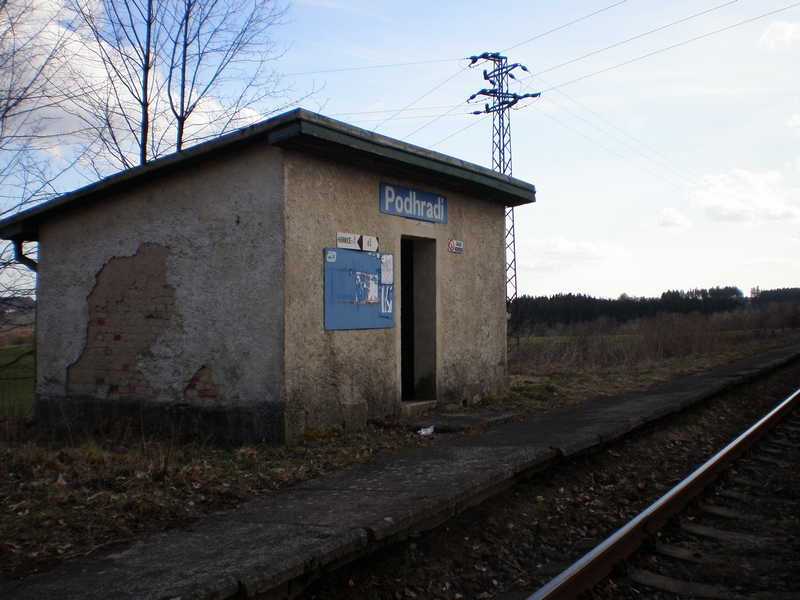
Vasúti felszállóhelye

Kamenná (németül Steinpöhl) Krásná településrésze Csehországban a Karlovy Vary-i kerület Chebi járásában.

## Fekvése
Az Aši-kiszögellés északnyugati részén, Krásnától 1 km-re északra, Aštól 3 km-re északra, 560 m tengerszint feletti magasságban fekszik.

## Története
Első írásos említése 1612-ből származik, ekkor a Zedtwitz-család birtokolta. A 20. században kezdetben Podhradí településrésze volt, majd 1975-ben Aš városhoz csatolták, végül 1990-től Krásná településrésze lett. A település korábban a következő részekből tevődött össze: Loupežnické domky, Horní Kamenná, Dolní Kamenná, Elfhausen és Smrčina. A Kamennától 1 km-re keletre fekvő Smrčina (németül Sorg) településrészén állt egykoron a Smrčina kastély, melyet 1963-ban romboltak le.
A második világháborút követően a szláv nemzetállam kialakítására törekvő csehszlovák kormány határozata alapján német nemzetiségű lakosságát Németországba toloncolták. Ekkor lakosságának több mint 90 százalékát elveszítette.

## Lakossága
| Év            | 1890 | 1930 | 1939 | 1961 | 1970 | 2001 |
| ------------- | ---- | ---- | ---- | ---- | ---- | ---- |
| Lakosok száma | 544  | 400  | 385  | 75   | 33   | 51   |

## Közlekedés

### Közúti közlekedés
Közúton megközelíthető Krásná felől, valamint az Aš felől érkező 217-es számú másodosztályú közútnak a településhez közeli két leágazása által.

### Vasúti közlekedés
Vasúton a 148-as számú Cheb–Hranice v Čechách-vasútvonal által közelíthető meg. Podhradí elnevezésű felszállóhelye a településtől mintegy fél kilométernyi távolságban található. Az említett vasútvonal Aš-Hranice közötti szakaszának folyamatosan csökkenő forgalma miatt a járatok számát napi egy járatra csökkentették le.

## Fordítás
- Ez a szócikk részben vagy egészben a Kamenná (Krásná) című cseh Wikipédia-szócikk ezen változatának fordításán alapul.  Az eredeti cikk szerkesztőit annak laptörténete sorolja fel. Ez a jelzés csupán a megfogalmazás eredetét és a szerzői jogokat jelzi, nem szolgál a cikkben szereplő információk forrásmegjelöléseként.